# おんな家族
『おんな家族』（おんなかぞく）は、1974年4月2日から9月24日まで、火曜日夜9時から1時間枠で、TBS系列で放送されたテレビドラマである。全26回。製作はテレパック。

## 番組内容
元外交官の夫に死に別れた未亡人・桃子、そして死んだ長男の嫁・久美子、さらには孫娘の雀、はと子、鶴子という女ばかりの５人が暮らす世田谷の女所帯。三世代に渡る女たち三者三様の様々なかかわり合いをユーモアを交えあたたかく描いたホームドラマ。

## スタッフ
- 作：松山善三
- 演出：脇田時三、橋本信也
- プロデューサー：武敬子
- 音楽：平井哲三郎
- 主題歌：由紀さおり（スキャット）

## 出演
- 山城久美子：淡島千景
- 山城桃子：北林谷栄
- 山城鳩子：沢田雅美
- 野口茂：沖雅也
- 山城鶴子：紀比呂子
- かおり：市原悦子
- すずめ：由紀さおり
- 二宮雅子：大川栄子
- 茂の母：赤木春恵
- 二宮里子：山岡久乃
- 栗原敬一：児玉清
- 西田敏行
- 中村伸郎
- ハナ肇
- 岡本信人
- 永野裕紀子
- 上條恒彦
- 山内明
- 岸部シロー
- 高岡健二